# Boghenii Noi, Ungheni
Boghenii Noi este satul de reședință al comunei cu același nume  din raionul Ungheni, Republica Moldova.